# Notatka rajdowa

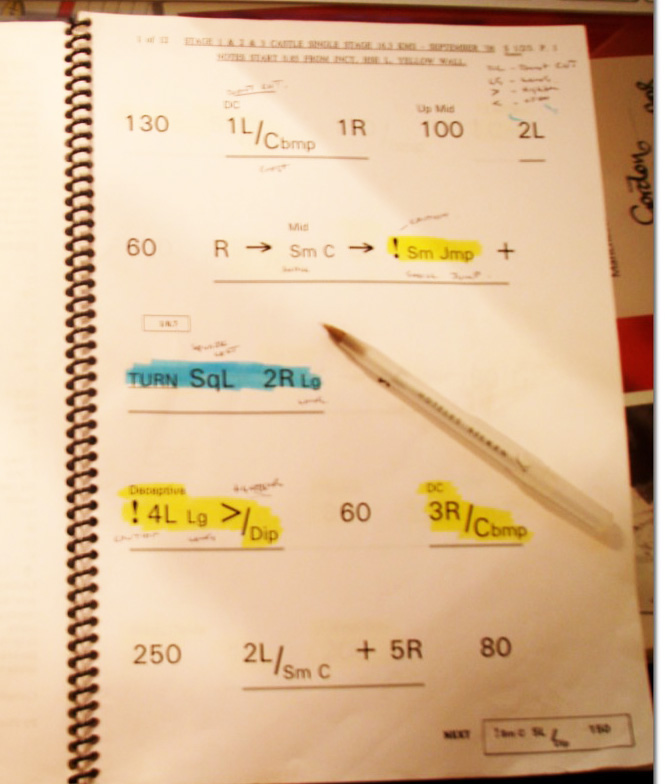
Notatka rajdowa

Notatki rajdowe – zapis przebiegu odcinka rajdowego dokonywanego przez załogę podczas rekonesansu (zapoznania). Podczas trwania odcinka pilot odczytuje z wyprzedzeniem informacje o zbliżającym się odcinku drogi, takie jak długość prostej pomiędzy zakrętami, stopień zakrętu oraz jego kierunek, jak również o przeszkodach w postaci wzniesień.